# Apostolepis albicollaris
Apostolepis albicollaris är en ormart som beskrevs av de Lema 2002. Apostolepis albicollaris ingår i släktet Apostolepis och familjen snokar. Inga underarter finns listade i Catalogue of Life.
Arten förekommer i Brasilien i savannlandskapet Cerradon. Honor lägger ägg.